# Campeonato Paranaense de Futsal de 2013 - Terceira Divisão
O Campeonato Paranaense de Futsal - Terceira Divisão, cujo nome usual é Chave Bronze 2013, será a 16ª edição da terceira mais importante competição da modalidade no estado, sua organização é de competência da Federação Paranaense de Futsal.
Depois de 94 jogos, o Rebouças se sagrou campeão do torneio pela primeira vez em sua história ao derrotar o 
Caramuru. Os dois finalistas, também garantiram o acesso à Chave Prata de 2014.

## Regulamento[3]
O Campeonato Paranaense Futsal Chave Bronze 2013, será disputado em quatro fases com o início previsto para o dia 20 de abril e término em 9 de novembro.
Primeira Fase
Na Primeira fase os 12 clubes estarão divididos em dois grupos, e a divisão desses será por região, as sete equipes mais ao norte do estado formam uma das chaves, enquanto os sete mais ao sul outra. Os confrontos serão em turno e returno, sendo que cinco melhores de cada chave avançam a fase posterior;
Segunda Fase
As 10 equipes classificadas, serão dividas em dois grupos de 5 componentes cada, jogando novamente em turno e returno. Os dois melhores de cada um desses grupos avançam para a semifinal;
Terceira Fase (Semi-Final)
Os quatro classificados, serão divididos em duas chaves, jogando em Play-Off eliminatório de duas partidas, e em caso de empate ou vitórias alternadas três, persistindo a igualdade na terceira partida, a equipe de melhor campanha tem a vantagem do empate, para ficar com a vaga. As melhores posicionadas da Primeira Fase, jogarão a segunda partida em casa, assim como a terceira se esta for necessária. Classificam-se para a Quinta Fase (Final) as equipes vencedoras de cada chave, que garantem também o acesso a Chave Prata 2014. 
Quarta Fase (Final)
Os dois times vencedores, disputam a grande final do torneio a fim de definir o campeão da edição. A decisão ocorrerá em duas partidas, e em caso de empate ou vitórias alternadas três, persistindo a igualdade na terceira partida, a equipe de melhor campanha tem a vantagem do empate, para ficar com o título. O melhor posicionado da Primeira Fase, jogará a segunda partida em casa, assim como a terceira se esta for necessária.
Critérios de Desempate
1. Equipe que obtiver o maior número de pontos;
2. Confronto direto;
3. Goal Average (maior quociente da divisão do número de gols marcados pelo número de gols sofridos);
4. Menor média de gols sofridos na Fase (número de gols sofridos divididos pelo número de jogos);
5. Maior média de gols marcados na Fase (número de gols feitos dividido pelo número de jogos);
6. Maior saldo;
7. Sorteio.

## Participantes em2013[4]
| Clube         | Cidade           | Em 2012        | Ginásio                      | Títulos (mais recente) |
| ------------- | ---------------- | -------------- | ---------------------------- | ---------------------- |
| Apucarana     | Apucarana        | (Chave Bronze) | SESC Apucarana               | 0 (não possui)         |
| Assaí         | Assaí            | Inativo        | Yoshihiro Nonomura           | 0 (não possui)         |
| Cambé         | Cambé            | Inativo        | João de Deus de Almeida      | 0 (não possui)         |
| Carambeí      | Carambeí         | (Chave Bronze) | Art Jan de Geus              | 0 (não possui)         |
| Caramuru      | Castro           | Inativo        | Douglas Pereira              | 0 (não possui)         |
| Faxinal       | Faxinal          | Inativo        | Manoel Bento Ozório Teixeira | 0 (não possui)         |
| Jacarezinho   | Jacarezinho      | Inativo        | Cássio Arantes Pereira       | 0 (não possui)         |
| Mandaguaçu    | Mandaguaçu       | Inativo        | Aparecido Barbosa            | 0 (não possui)         |
| Pinhais       | Pinhais          | Inativo        | Tancredo de Almeida Neves    | 0 (não possui)         |
| Prudentópolis | Prudentópolis    | Inativo        | Gilmar Agibert               | 0 (não possui)         |
| Quedense1     | Quedas do Iguaçu | Inativo        | Tarumã                       | 0 (não possui)         |
| Rebouças      | Rebouças         | Inativo        | Camilo Machado de Miranda    | 0 (não possui)         |

- 1O Quedense, que pertencia ao Grupo B, desistiu do campeonato em meio a competição, desta forma seus jogos realizados, foram anulados.

## Primeira Fase

### Grupo A
| Pos | Times       | Pts | J  | V | E | D | GP | GC | SG  | GA   | %     | Classificação                |
| --- | ----------- | --- | -- | - | - | - | -- | -- | --- | ---- | ----- | ---------------------------- |
| 1   | Faxinal     | 19  | 10 | 6 | 1 | 3 | 47 | 38 | 9   | 1,24 | 63,3% | Classificados à Segunda Fase |
| 2   | Assaí       | 18  | 10 | 6 | 0 | 4 | 42 | 43 | -1  | 0,98 | 60%   | Classificados à Segunda Fase |
| 3   | Apucarana   | 16  | 10 | 5 | 1 | 4 | 41 | 37 | 4   | 1,11 | 53,3% | Classificados à Segunda Fase |
| 4   | Jacarezinho | 13  | 10 | 4 | 1 | 5 | 38 | 37 | 1   | 1,03 | 43,3% | Classificados à Segunda Fase |
| 5   | Cambé       | 11  | 10 | 3 | 2 | 5 | 47 | 42 | -1  | 0,98 | 36,7% | Classificados à Segunda Fase |
| 6   | Mandaguaçu  | 10  | 10 | 3 | 1 | 6 | 38 | 50 | -12 | 0,76 | 33,3% | Eliminado                    |

#### Confrontos
|             | APU | ASS | CAM | FAX | JAC  | MAN |
| ----------- | --- | --- | --- | --- | ---- | --- |
| Apucarana   | —   | 5-2 | 6-3 | 6-1 | 1-wo | 6-3 |
| Assaí       | 4-3 | —   | 3–6 | 6-5 | 6-4  | 6-3 |
| Cambé       | 8-4 | 4–6 | —   | 4–3 | 5–5  | 3–4 |
| Faxinal     | 4–4 | 7-2 | 6-5 | —   | 7-3  | 5-2 |
| Jacarezinho | 5-2 | 5-2 | 3-1 | 1–2 | —    | 5-1 |
| Mandaguaçu  | 7-4 | 1–5 | 2–2 | 5–7 | 10-7 | —   |

| Vitória do mandante; Vitória do visitante; Empate. |

### Desempenho por rodada
Clubes que ficaram na primeira colocação ao final de cada rodada:
| Rodadas | Rodadas | Rodadas | Rodadas | Rodadas | Rodadas | Rodadas | Rodadas | Rodadas | Rodadas |
| ------- | ------- | ------- | ------- | ------- | ------- | ------- | ------- | ------- | ------- |
| 1       | 2       | 3       | 4       | 5       | 6       | 7       | 8       | 9       | 10      |
| ASS     | FAX     | FAX     | ASS     | ASS     | ASS     | ASS     | ASS     | ASS     | FAX     |

Clubes que ficaram na última colocação  ao final de cada rodada:
| Rodadas | Rodadas | Rodadas | Rodadas | Rodadas | Rodadas | Rodadas | Rodadas | Rodadas | Rodadas |
| ------- | ------- | ------- | ------- | ------- | ------- | ------- | ------- | ------- | ------- |
| 1       | 2       | 3       | 4       | 5       | 6       | 7       | 8       | 9       | 10      |
| MAN     | CAM     | MAN     | MAN     | CAM     | MAN     | JAC     | CAM     | CAM     | MAN     |

### Grupo B
| Pos | Times         | Pts | J | V | E | D | GP | GC | SG  | GA   | %     | Classificação                |
| --- | ------------- | --- | - | - | - | - | -- | -- | --- | ---- | ----- | ---------------------------- |
| 1   | Rebouças      | 19  | 8 | 6 | 1 | 1 | 40 | 36 | 4   | 1,11 | 79,7% | Classificados à Segunda Fase |
| 2   | Caramuru      | 19  | 8 | 6 | 1 | 1 | 40 | 22 | 18  | 1,82 | 79,7% | Classificados à Segunda Fase |
| 3   | Carambeí      | 12  | 8 | 4 | 0 | 4 | 33 | 35 | -2  | 0,94 | 50%   | Classificados à Segunda Fase |
| 4   | Prudentópolis | 6   | 8 | 1 | 0 | 7 | 30 | 43 | -13 | 0,70 | 25%   | Classificados à Segunda Fase |
| 5   | Pinhais       | 3   | 8 | 1 | 0 | 7 | 30 | 43 | -13 | 0,70 | 12,5% | Classificados à Segunda Fase |

#### Confrontos
|               | CAR | CMU | PIN | PRU | REB |
| ------------- | --- | --- | --- | --- | --- |
| Carambeí      | —   | 1–7 | 3-1 | 6-4 | 6–7 |
| Caramuru      | 5-2 | —   | 7-5 | 4-1 | 4–5 |
| Pinhais       | 7-6 | 1–4 | —   | 5–6 | 2–5 |
| Prudentópolis | 1–2 | 2–4 | 7-6 | —   | 7–8 |
| Rebouças      | 2–7 | 5–5 | 5-3 | 3-2 | —   |

| Vitória do mandante; Vitória do visitante; Empate. |

### Desempenho por rodada
Clubes que ficaram na primeira colocação ao final de cada rodada
| Rodadas | Rodadas | Rodadas | Rodadas | Rodadas | Rodadas | Rodadas | Rodadas | Rodadas | Rodadas |
| ------- | ------- | ------- | ------- | ------- | ------- | ------- | ------- | ------- | ------- |
| 1       | 2       | 3       | 4       | 5       | 6       | 7       | 8       |         |         |
| CMU     | CMU     | REB     | REB     | REB     | REB     | REB     | REB     | REB     |         |

Clubes que ficaram na última colocação ao final de cada rodada
| 1   | 2   | 3   | 4   | 5   | 6   | 7   | 8   |
| PIN | PRU | PRU | PRU | PRU | PRU | PRU | PIN |

## Segunda Fase

### Grupo C
| Pos | Times         | Pts | J | V | E | D | GP | GC | SG  | GA   | %     | Classificação               |
| --- | ------------- | --- | - | - | - | - | -- | -- | --- | ---- | ----- | --------------------------- |
| 1   | Caramuru      | 19  | 8 | 6 | 1 | 1 | 50 | 22 | 28  | 2,27 | 79,7% | Classificados aos Play-Offs |
| 2   | Faxinal       | 13  | 8 | 4 | 1 | 3 | 42 | 54 | -12 | 0,78 | 54,7% | Classificados aos Play-Offs |
| 3   | Cambé         | 12  | 8 | 3 | 3 | 2 | 45 | 48 | -3  | 0,94 | 50%   | Eliminados                  |
| 4   | Prudentópolis | 7   | 7 | 2 | 1 | 4 | 38 | 44 | -6  | 0,86 | 33,3% | Eliminados                  |
| 5   | Apucarana     | 2   | 7 | 0 | 2 | 5 | 39 | 32 | -7  | 0,82 | 9,4%  | Eliminados                  |

#### Confrontos
|               | APU | CAM | CMU | FAX  | PRU  |
| ------------- | --- | --- | --- | ---- | ---- |
| Apucarana     | —   | 6–6 | 6–7 | 2–4  | 6–6  |
| Cambé         | 7-6 | —   | 2–5 | 5-4  | 7-5  |
| Caramuru      | 2-1 | 5–5 | —   | 15-0 | 8-1  |
| Faxinal       | 7-5 | 8–8 | 6-3 | —    | 10-5 |
| Prudentópolis | 1   | 9-5 | 1–5 | 11-3 | —    |

- 1 Por estarem matematicamente sem chances de classificação aos Play-offs, Prudentópolis e Apucarana decidiram pela não realização do jogo, que tinham por disputar, com concordância da  FPFS

| Vitória do mandante; Vitória do visitante; Empate. |

### Desempenho por rodada
Clubes que ficaram na primeira colocação ao final de cada rodada
| Rodadas | Rodadas | Rodadas | Rodadas | Rodadas | Rodadas | Rodadas | Rodadas |
| ------- | ------- | ------- | ------- | ------- | ------- | ------- | ------- |
| 1       | 2       | 3       | 4       | 5       | 6       | 7       | 8       |
| CMU     |         |         |         |         |         |         |         |

Clubes que ficaram na última colocação ao final de cada rodada
| Rodadas | Rodadas | Rodadas | Rodadas | Rodadas | Rodadas | Rodadas | Rodadas |
| ------- | ------- | ------- | ------- | ------- | ------- | ------- | ------- |
| 1       | 2       | 3       | 4       | 5       | 6       | 7       | 8       |
| PRU     | PRU     | APU     | APU     | APU     | APU     | APU     | APU     |

### Grupo D
| Pos | Times       | Pts | J | V | E | D | GP | GC | SG  | GA   | %     | Classificação               |
| --- | ----------- | --- | - | - | - | - | -- | -- | --- | ---- | ----- | --------------------------- |
| 1   | Rebouças    | 19  | 8 | 6 | 1 | 1 | 41 | 20 | 21  | 2,05 | 79,7% | Classificados aos Play-Offs |
| 2   | Assaí       | 16  | 8 | 5 | 1 | 2 | 45 | 26 | 19  | 1,73 | 66,7% | Classificados aos Play-Offs |
| 3   | Carambeí    | 11  | 7 | 3 | 2 | 2 | 26 | 28 | -2  | 0,93 | 52,8% | Eliminados                  |
| 4   | Pinhais     | 4   | 8 | 1 | 1 | 6 | 29 | 49 | -20 | 0,59 | 16,7% | Eliminados                  |
| 5   | Jacarezinho | 3   | 7 | 0 | 3 | 4 | 20 | 38 | -18 | 0,53 | 14,2% | Eliminados                  |

#### Confrontos
Para ler a tabela, a linha horizontal representa os jogos da equipe como mandante. A coluna vertical indica os jogos da equipe como visitante.
|             | ASS | CAR | JAC | PIN  | REB |
| ----------- | --- | --- | --- | ---- | --- |
| Assaí       | —   | 4–4 | 6-0 | 13-1 | 4-1 |
| Carambeí    | 6-5 | —   | 5–5 | 5-4  | 2–4 |
| Jacarezinho | 2–3 | 1   | —   | 3–6  | 3–3 |
| Pinhais     | 4–5 | 2–3 | 7–7 | —    | 2–4 |
| Rebouças    | 8-5 | 4-1 | 8-0 | 9-3  | —   |

- 1 Por estarem matematicamente sem chances de classificação aos Play-offs, Jacarezinho e Carambeí decidiram pela não realização do jogo, que tinham por disputar, com concordância da  FPFS

| Vitória do mandante; Vitória do visitante; Empate. |

### Desempenho por rodada
Clubes que ficaram na primeira colocação ao final de cada rodada
| Rodadas | Rodadas | Rodadas | Rodadas | Rodadas | Rodadas | Rodadas | Rodadas |
| ------- | ------- | ------- | ------- | ------- | ------- | ------- | ------- |
| 1       | 2       | 3       | 4       | 5       | 6       | 7       | 8       |
| REB     | CAR     | REB     | ASS     | ASS     | ASS     | ASS     | REB     |

Clubes que ficaram na última colocação ao final de cada rodada
| Rodadas | Rodadas | Rodadas | Rodadas | Rodadas | Rodadas | Rodadas | Rodadas |
| ------- | ------- | ------- | ------- | ------- | ------- | ------- | ------- |
| 1       | 2       | 3       | 4       | 5       | 6       | 7       | 8       |
| PIN     | PIN     | PIN     | PIN     | PIN     | PIN     | JAC     | JAC     |

## Play-Offs
|  | Semifinais         | Semifinais |           |  | Final                            | Final     |  |
|  |                    |            |           |  |                                  |           |  |
|  | 12 e 19 de outubro |            |           |  |                                  |           |  |
|  | Rebouças           | 5 (6)      |           |  |                                  |           |  |
|  | Faxinal            | 5 (5)      |           |  |                                  |           |  |
|  |                    |            |           |  |                                  |           |  |
|  |                    |            |           |  | 26 de outubro, 2 e 9 de novembro |           |  |
|  |                    |            |           |  | Rebouças                         | 1 (5) (4) |  |
|  |                    | Caramuru   | 7 (2) (4) |  |                                  |           |  |
|  |                    |            |           |  |                                  |           |  |
|  |                    |            |           |  |                                  |           |  |
|  |                    |            |           |  |                                  |           |  |
|  | 12 e 19 de outubro |            |           |  |                                  |           |  |
|  | Caramuru           | 7 (7)      |           |  |                                  |           |  |
|  | Assaí              | 2 (3)      |           |  |                                  |           |  |

## Final

### Primeiro jogo
| 26 de outubro | Caramuru                                                                        | 7 - 1     | Rebouças      | Ginásio Douglas Pereira, Castro |
| 20:00 (UTC−3) | Alex 14:41' 17:34' 21:17' 22:49' · Fio 18:05' · Everton 24:03' · Willian 39:38' | Relatório | Tonhão 13:35' | Árbitro: Carlos Frederico Vargas Scalassara Árbitro2: Clovis Danielton Bordinoski Carbonar Cronometrista:Patrícia Maria Vidal Butture Anotador: Henrique Santos Rigo |

### Segundo jogo
| 2 de novembro | Rebouças                                                    | 5 - 2     | Caramuru             | Ginásio Camilão, Rebouças |
| 20:00 (UTC−3) | Binho 08:01' · Pica-Pau 2104' · Edimar 31:32' 34:39' 38:25' | Relatório | Maison 23:31' 36:46' | Árbitro: Lourival Francisco de Souza Árbitro2:Ismael Soares Saldanha Cronometrista:Rivelino de Casiro Anotador: Kessy Ana Odorizzi Ramalho |

### Terceiro jogo
| 9 de novembro | Rebouças                                                  | 4 - 4     | Caramuru                                            | Ginásio Camilão, Rebouças |
| 20:30 (UTC−3) | Daniel 19:26' · Tonhão 21:31' · Dan 22:09' · Binho 39:44' | Relatório | Maison 00:38' · Polenta 02:54' · Alex 36:33' 37:12' | Árbitro: Alfredo Carlos Wagner Árbitro2:Daniel de Oliveira Prudencio Cronometrista:Sandro Marcio da Silva Anotador:Éverli Karen de Oliveira |

## Artilharia
| Gols | Jogador       | Time      |
| ---- | ------------- | --------- |
| 30   | Binho         | Rebouças  |
| 28   | Edimar        | Faxinal   |
| 27   | Custelinha    | Cambé     |
| 24   | Fernando      | Faxinal   |
| 22   | Dhone         | Caramuru  |
| 22   | Bruno         | Assaí     |
| 22   | Alex          | Caramuru  |
| 21   | Fio           | Caramuru  |
| 21   | Maison        | Caramuru  |
| 21   | Miguel        | Assaí     |
| 18   | Alison        | Faxinal   |
| 16   | Marco Antonio | Apucarana |

## Premiação
| Campeonato Paranaense de Futsal de 2013 - Terceira Divisão |
| ---------------------------------------------------------- |
| Associação Rebouçense de Futebol de Salão (1º título)      |

## Classificação Geral
| Pos | Times         | Pts | J  | V  | E | D  | GP  | GC  | SG  | GA   | %     | Classificação               |
| --- | ------------- | --- | -- | -- | - | -- | --- | --- | --- | ---- | ----- | --------------------------- |
| 1   | Rebouças      | 46  | 21 | 14 | 4 | 3  | 102 | 79  | 23  | 1,29 | 73,2% | Finalistas                  |
| 2   | Caramuru      | 48  | 21 | 15 | 3 | 3  | 117 | 59  | 58  | 1,98 | 76,9% | Finalistas                  |
| 3   | Faxinal       | 33  | 20 | 10 | 3 | 7  | 94  | 113 | -19 | 0,83 | 55%   | Eliminados nas semifinais   |
| 4   | Assaí         | 34  | 18 | 11 | 1 | 8  | 92  | 83  | 9   | 1,10 | 62,6% | Eliminados nas semifinais   |
| 5   | Cambé         | 25  | 18 | 7  | 4 | 7  | 83  | 85  | -2  | 0,97 | 46,3% | Eliminados na Segunda Fase  |
| 6   | Carambeí      | 23  | 15 | 7  | 2 | 6  | 59  | 63  | -4  | 0,93 | 51,1% | Eliminados na Segunda Fase  |
| 7   | Apucarana     | 18  | 17 | 5  | 3 | 9  | 90  | 69  | 21  | 1,30 | 35,2% | Eliminados na Segunda Fase  |
| 8   | Jacarezinho   | 16  | 17 | 4  | 4 | 9  | 58  | 75  | -17 | 0,77 | 31,4% | Eliminados na Segunda Fase  |
| 9   | Prudentópolis | 13  | 15 | 3  | 1 | 11 | 68  | 87  | -19 | 0,78 | 28,9% | Eliminados na Segunda Fase  |
| 10  | Pinhais       | 7   | 16 | 2  | 1 | 13 | 59  | 92  | -33 | 0,64 | 14,3% | Eliminados na Segunda Fase  |
| 11  | Mandaguaçu    | 10  | 10 | 3  | 1 | 6  | 38  | 50  | -12 | 0,76 | 33,3% | Eliminados na Primeira Fase |
| 12  | Quedense      | 3   | 7  | 1  | 0 | 6  | 13  | 33  | -20 | 0,39 | 14,9% | Eliminados na Primeira Fase |